# Slot Valckesteyn
Slot Valckesteyn was een kasteel dat werd gebouwd in opdracht van heer Nicolaas III van Putten en Strijen tussen 1304 en 1311. Het stond tussen de huidige Poortugaalseweg, de Varleweg en de Slotvalkensteinsedijk in Poortugaal.
Gelegen op een veilige, hoge plaats binnen de dijkring op de hoek van een eiland, waar de Maas en Merwede samen kwamen. Het zou uitgroeien tot een van de mooiste kastelen van de gehele streek.
De Heer van Putten mocht op zijn kosten in het huis gevangenen uit de landen van Putten, van Portegael en van Strijen opsluiten. Ingezetenen van het Land van Portegael mochten er in tijden van gevaar have en goed veilig stellen.

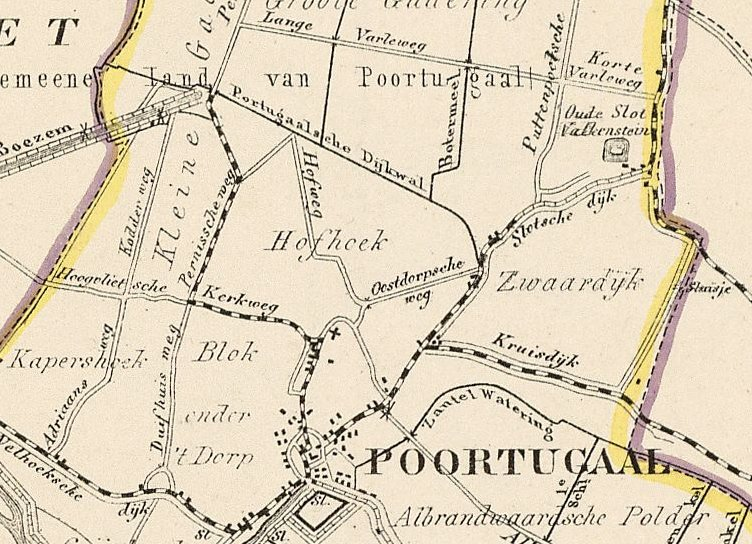
Op de kaart van 1865

Belangrijk was de militaire betekenis. Want het stond door zijn zware, dikke muren, als een onneembare sterkte bekend. Het zeer weerbare karakter werd mede bepaald door de beide stoere voortorens. Het heeft dan ook verschillende belegeringen doorstaan, vooral tijdens de Hoekse en Kabeljauwse twisten. In 1489 toen Jonker Frans van Brederode, die als hoofd van de Hoeksen Rotterdam had ingenomen, de kabeljauwen een lesje wilde leren gingen 300 soldaten onder commando van Joris van Brederode en Daniel Lepeltak richting IJsselmonde. Ze plunderden eerst het slot Valckesteyn.

## Geschiedenis

### Bouw
Bouwkundig behoorde slot Valckesteyn tot de waterkastelen, wat betekende dat het omgeven was met een slotgracht.
Het kasteel bestond uit een indrukwekkende grote toren of donjon dat behoorde tot de grootste in Holland en besloeg een oppervlakte van 10 bij 18 meter.
Met muren van minimaal twee meter dik werd de donjon, door een tussenmuur in twee ruimten verdeeld, respectievelijk 9 x 5,5 m en 4 x 5,5 m. Om de toren groepeerden zich de bijgebouwen en het geheel werd omgeven door een muur met of zonder weergang.
Op drie hoeken bevonden zich torens en op de vierde hoek was een uitkijktoren.
De onderzijde van de fundering ligt twee meter onder de grondwaterspiegel.
Grote bouwputten zijn gebruikt die met behulp van tonmolens droog zijn gehouden.
De toegang naar de vrij eenvoudige hoofdingang was via een voorpoort, een brede weg en over een grote houten ophaalbrug.
De hoofdverdieping had een hoogte van circa 4 meter met daarboven een verdieping en zolderruimte, met een door leipannen afgedekt schilddak.
Een gekanteelde borstwering voorzien van een tinnenkrans omsloot de goot op de muren, terwijl zich arkeltorentjes bevonden op drie hoeken van het bouwwerk.
Onder de uitkijktoren was een muurtrap die de verdiepingen met elkaar verbond.
Vanaf de muurtrap kon je op elke verdieping een gemak bereiken die op een grote beerput in de fundering loosden.
Aan de lange zijde aan de zuidkant van de toren bevond zich een ommuurde binnenplaats. De walmuren hadden een dikte van 1 meter en waren aan de binnenzijde versterkt door steunberen die de op bogen rustende weergang droegen. Tegen de westmuur op de binnenplaats bevond zich ook een gemak onder een boog van een weergang.
Twee zware ronde torens van ongeveer 13 meter hoogte en een dikte van 1,25 meter sloten de walmuren op de hoeken af. De torens gingen van boven over in een achtkant, bekroond door een spits met dakkapel. Vanaf de torens werd het voorfront, de toegang tot het slot en de binnenplaats bewaakt.
Uit praktische overwegingen beperkte men overal in de buitenmuur het aantal ramen.
In het interieur bevonden zich tegen de scheidingswanden de schouwen.

### Verbouwing

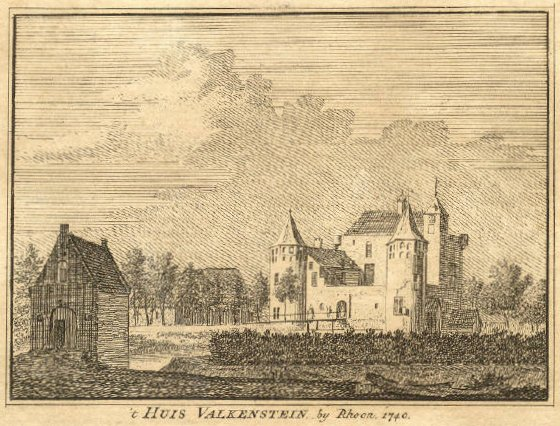
Slot Valckesteyn na de verbouwing

In 1588 heeft het slot een ingrijpende verbouwing ondergaan.
Hierbij werd met een westvleugel op de binnenplaats uitgebreid.
Daarnaast ontstond tegen de buitenzijde van de oostzijde van de walmuur op een talud van de gracht een uitgebouwde vleugel met een keuken en een voorpoortje. In de 17e eeuw verloren de torens hun spits en de borstwering zijn kantelen.
Een klein ommuurd plaatsje met een hek kwam voor de poortingang, waarbij de flankdekking van de beide hoektorens teniet werd gedaan.
De militaire waarde van Valckesteyn was toen opgehouden te bestaan.
In de loop der eeuwen veranderde er veel in de indeling en aankleding. In 1817 vermeldde de verkoopaankondiging dat het interieur bestond uit "ruime zalen en spatieuse beneden- en bovenkamers, meest gestucadoord en behangen, grote keuken en andere commoditeiten, mitsgaders een fraaie hermitage, alsmede een chineese coepel."

## Afbraak

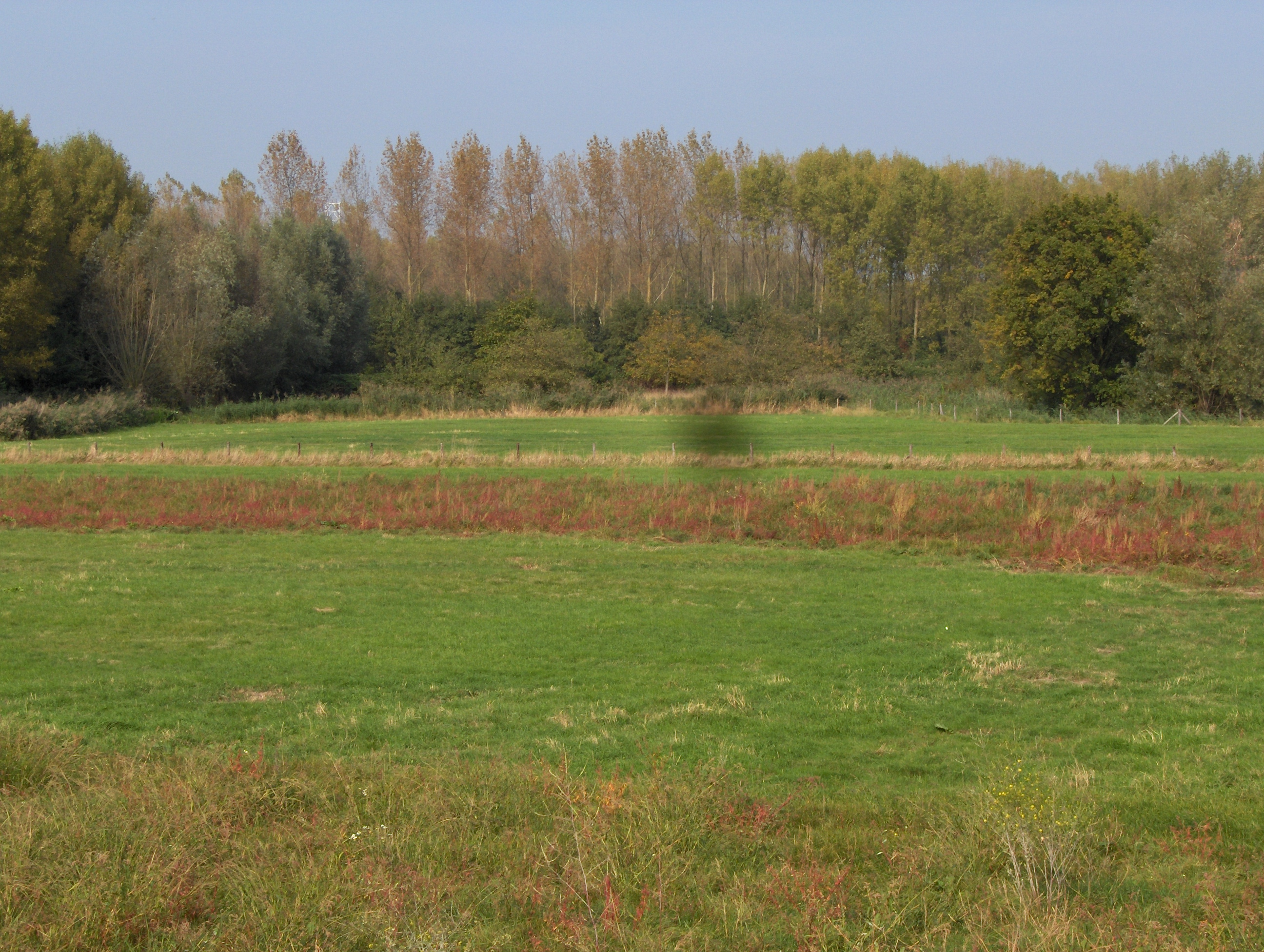
Huidige situatie

In de jaren 1826-1827 werd door sloper Sablee uit Haarlem het kasteel afgebroken.
De vrijkomende stenen, zogenaamde kloostermoppen, werden aan iedereen die ze wilde hebben verkocht voor fl. 1,00 per 100 stuks. Veel mensen uit de omgeving kochten deze stenen voor allerlei doeleinden.
Het stuk grond dat door de grachten was omsloten is nog enige terreinverhoging te zien, waarin vermoedelijk nog oude fundamenten van het zo machtige slot verborgen liggen.

## Archeologie
In 1961-1962 is door Bureau Oudheidkundig Onderzoek van Gemeentewerken Rotterdam (BOOR) een archeologische opgraving uitgevoerd waarbij een Romeinse woonlaag en enkele muren, steunberen en de fundering van het kasteel werden gevonden.

Later heeft het (BOOR) een karterend inventariserend veldonderzoek door middel van boringen uitgevoerd. De gemeente Albrandswaard en het voormalig Waterschap IJsselmonde willen de voormalige gracht opnieuw watervoerend maken.
Het onderzoek was gericht op de vraag of de gracht rondom de fundamenten als waterberging te gebruiken is, zonder daarbij de vroegere grachtvulling te verstoren. Daartoe zijn grondboringen gezet, met als doel de begrenzing van de buitenzijde van de vroegere gracht, alsmede de hoogteligging van de bovenzijde van de grachtvulling vast te stellen.

## Naamswijzigingen
Het slot had niet vanaf het begin de naam Valckesteyn.
In een oorkonde uit 1372 werd er gesproken van huus van Poirtegale.
Bij een uitgifte van een uitgors op 6 april 1380 werd over de Zwedersdike gesproken.
Wanneer ze op valkenjacht gingen hielden sommige graven van Holland zich in het kasteel op.
Op 5 september 1454 is het slot te leen uitgegeven aan Willem Cuser van Buschusen als ons steenen huijs Valckensteijn dat gemeinlijc geheeten wort Costverloren in Poortegael.
In 1570 verwierf Boudewijn van Roon het zwaandrift aan het huys, slott ende erve tho Valckenstein.
In 1761 werd het slot Klein Valckensteyn genoemd.
Regelmatig wordt ook de naam Kasteel Valkenstein gebruikt.

## Eigenaren en bewoning
Overzicht van de eigenaren en hun bewoners van het kasteel:
- 1400 - 1458: Jacob Heer van Gaesbeek, Putten en Strijen
- 1458 - 1500: Simon Vrederic
- 1500 - 1506: Gilles van Valckesteyn (oudste zoon van Symon Vrederic)
- 1506 - 1555: Dirck van Swieten en Jacob Willemz van Boschuijzen (via koop)
- 1555 - 1578: Boudewijn van Roon (via koop)
- 1578 - 1582: Gerrit van Roon
- 1582 - 1588: Willem van Lamsweerde (via koop)
- 1588 - 1704: Joas Grijph van Valckesteyn (via koop) en nageslacht Grijp
- 1704 - 1737: Maria van der Duijn
- 1737 - 1738: Cornelis Alardus Oem
- 1738 - 1754: Wilhelmus Hoogerwaard, Heer van Waverveen (via koop)
- 1754 - 1761: Carel Willem Hoogerwaard (zoon van Wilhelmus Hoogerwaard)
- 1761 - 1817: Theodorus Schepman en geslacht Schepman (via koop)
- 1817 - 1826: Hubertus Pieter Anthony Tijken (via koop)
- 1826 - 1827: Sablee (koop; sloop)

Abbenbroek · Abspoel · Adegeest · Slot Alkemade ·  Altena · Arkelsburg · Bellesteyn · Huis ten Berghe · Binckhorst · Binnenhof · Blijdestein · Te Blotinghe · Boekenburg · Boekhorst · Boshuysen · Bulgersteyn · Burcht (Leiden) · Burcht (Voorne) · Slot Capelle · Coebel · Cranenburg · Crayestein · Cronesteyn · Crooswijk · Develstein · 't Huys Dever · Dirks Steenhuis · Ter Does · Duivenstein · Duivenvoorde · Endegeest · Endepoel · Foreest · Giessenburg · Gravensteen · Groot Haesebroek · 's Heeraartsberg · Hof van Wateringen · Holy · Slot Honingen · Kasteel van de Heren van Arkel · Kasteel van Gouda · Keenenburg · Kasteel Keukenhof · Klein Poelgeest · Huis te Langerak · Langestein · Huis te Liesveld · Ter Lips · De Loo · Madeburcht · Marenburch · Meerburg · Huis te Merwede · Huis ter Mey · Kasteel van der Meye · Niemandsvriend · Noordeloos · Oud-Berendrecht · Oud-Poelgeest · Oud Teylingen · Paddenpoel · Persijn · Groot Poelgeest · Hof van Putten · Puttensteyn · Landgoed De Raephorst · Kasteel Ravesteyn · Kasteel van Rhoon · Rijnegom · Rijnenburg · Huis te Riviere · Rodenburg · Hofstad Rodenrijs · Rodenrijs · Rosenburgh · Huis Roucoop · Santhorst · Schelluinderberg · Schonenburg · Kasteel van Schoonhoven · Souburgh · Spangen · Starrenburg · Huis ter Specke · Steenvoorde · Stenevelt · Slot Teylingen · Den Toll · Torenvliet · Slot Valckesteyn · Huis ter Waard · Warmont · Ter Weer · Hof van Wena · Kasteel Westerbeek · Huis te Woude · Kasteel van IJsselmonde · 't Zand · Huis Zevender · Kasteel aan de Zevender · Zijlhof · Zonneveld · Huis Zuidwijk · Zwieten